# کوبی گانگری
کوبی گانگری (به لاتین: Kubi Gangri) یک کوه در نپال است که در China–Nepal border واقع شده‌است. کوبی گانگری ۶٬۸۵۹ متر بالاتر از سطح دریا واقع شده‌است.